# Schindanger
Als Schindanger (auch Schindacker oder Schindgrube und Schindergrube) bezeichnete man einen gemeinschaftlichen Platz eines Dorfes bzw. einer Stadt, den Anger, auf dem das tote Vieh gehäutet und die Tierkadaver verscharrt oder Aasfressern überlassen wurden. Der Name stammt vom Schinder ab, der für die Beseitigung und Häutung der Tiere zuständig war. Früher wurde totes oder krankes Vieh, das zum Abdecker (Schinder) gebracht wurde, als Schindluder bezeichnet. In Deutschland sind solche Schindanger seit Ende des 19. Jahrhunderts verboten. In Südeuropa und anderen Regionen der Welt gibt es immer noch Schindanger. Bekannt sind insbesondere die Schindanger Spaniens, Muladares genannt.
Der Schindanger diente auch zur Verscharrung von Menschen, die hingerichtet worden waren oder denen nach christlichem Verständnis keine christliche Bestattung zuteilwerden durfte (z. B. Suizidenten, Prostituierte oder Fahrendes Volk).
Moderner Nachfolger des Schindangers ist der Wasenplatz.
Nicht zu verwechseln ist der Schindanger mit dem Luderplatz, einer jagdlichen Einrichtung und Fütterung für verschiedene Greifvögel und Raubtiere.